# Imperial Age (együttes)
Az Imperial Age egy orosz szimfonikus metal / power metal zenekar, jelenleg az angliai Northamptonban. A zenekart eredetileg 2012-ben alapították az oroszországi Moszkvában Alexander „Aor” Osipov és Jane „Corn” Odintsova énekesek/zeneszerzők, akik az ukrajnai orosz inváziót követően Törökországba, majd az Egyesült Királyságba költöztek. A zenekar többnyire brit tagokból áll, zenéjük pedig elsősorban angol nyelven szól. 
2023 januárjában Jane-t és Alexandert az Arts Council England kivételes tehetségként támogatta, és kérelmezték az Egyesült Királyságban való tartózkodásukat, miközben Törökországban éltek, ahová a háború kitörésekor költöztek. A költözésük támogatására létrehozott crowdfunding kampányban 21 419 fontot gyűjtöttek össze a rajongók. A belügyminisztérium engedélyezte a tartózkodási engedélyüket, és 2023. április 17-én Londonba költöztek.
Az Imperial Age több alkalommal is együttműködött a Therion és az Arkona zenészeivel, akik az Imperial Age összes albumán szerepelnek. A zenekarra a szimfonikus metal úttörője, Christofer Johnsson hívta fel a nemzetközi figyelmet,      aki, miután lenyűgözte az élő fellépésük és a Therion To Mega Therion című dalának 2014-es feldolgozása, felajánlotta, hogy az ő kiadóján, az Adulruna Recordson keresztül terjeszti a zenéjüket 
A zenekar nevének semmi köze a modern államokhoz, és Atlantiszra és Hüperboreára utal, ahonnan a zenészek az inspirációt merítik.  A dalszövegek a mágiával és az okkultizmussal foglalkoznak, elsősorban a hermetizmus, a hermetikus Qabalah, a rúnamágia, a pogányság, a bon és az ókori civilizációk, mint az ókori Egyiptom, Sumer és a mezoamerikai civilizációk örökségével.  

## Történet
2012. november 20-án jelent meg a zenekar debütáló nagylemeze Turn The Sun Off! címmel, melyet számos ismert orosz zenésszel (Arkona, Epidemia, Stigmatic Chorus, Demons of Guillotine stb.) rögzítettek, és számos pozitív kritikát kapott a nemzetközi kritikusoktól.    Kezdetben Aor volt az énekes, míg Jane billentyűs hangszereken játszott és háttérvokálozott. 
2013-ban Oroszországban turnéztak főcímzenekarként, valamint az az Epica  Finntroll  és az Oomph! előzenekaraként.
2014-ben Alexander és Jane egy hónapos expedícióra indult Tibetbe, ahol a Manaszarovar-tónál, a Csomolungmán és a Kajlás-hegyen - 6000 méteres tengerszint feletti magasságban - forgattak klipet az Aryavarta című dalhoz. 
Ugyanebben az évben a zenekar folytatta a hazai turnézást, mind címzenekarként, mind a Tarja Turunen,  The 69 Eyes,  Tristania  és Therion előzenekaraként.  Ez utóbbi fordulatot jelentett a karrierjükben. Míg az Imperial Age a Therion előtt játszott Szentpéterváron, Christofer Johnsson a színfalak mögött ült az egész szett alatt, és hallgatta a zenét. Annyira lenyűgözte, hogy felajánlotta az oroszoknak, hogy az ő kiadóján, az Adulruna Recordson keresztül adják ki az albumaikat, és csatlakozzanak a Therionhoz egy nagy európai turnén. A zenészek azóta is jó barátok.
Warrior Race című kislemezük 2016. január 1-jén jelent meg Európában az Adulruna kiadó gondozásában. A lemez 3 új dalt, egy Therion feldolgozást (amit Christofer „a legjobb Therion feldolgozásnak” nevezett, amit valaha hallott  ) és 5 dalt tartalmazott az első albumról, új énekesnővel - Alexandra Sidorovával - újra felvéve.       2016 január-februárjában egy 21 koncertből álló európai turné következett 13 országban, a Therion előzenekaraként.   
A turné után Alexandra személyes okokból elhagyta a zenekart, és helyére Anna „Kiara” Moiseeva lépett.  Ezt követően 2016 novemberében egy második európai turné következett, amely 18 koncertből állt 11 országban - ezúttal az Orphaned Land előzenekaraként.    A turné végén az Imperial Age sikeresen játszotta első saját koncertjeit Európában - Manchesterben (UK)  és Zaragozában (Spanyolország). 
Második nagylemezük The Legacy of Atlantis címmel 2018. február 1-jén jelent meg.     Az album egy metálopera, különböző szereplőkkel, akik egy okkult történetet mesélnek egy atlantiszi mágusról, aki a középkori Olaszországban születik újjá. Jane elhagyta a billentyűs hangszereket, hogy teljesen az éneklésre koncentrálhasson, Gregory bíboros szerepét pedig Thomas Vikström énekelte. A basszusgitárt és a ritmusgitárokat a Therion basszusgitárosa, Nalle Pahlsson, a szólógitárt pedig Christian Vidal vette fel. A lemezt Sergei Lazar, az Arkona gitárosa keverte és dolgozta fel. Az operában közreműködik a P.I. Csajkovszkij Moszkvai Állami Konzervatórium Kamarakórusa Tarasz Jaszenkov vezényletével.   
2018 januárjától áprilisáig a leghosszabb turnéjukra indultak, amely 59 koncertet foglalt magában 26 uniós és nem uniós országban - ezúttal a Therionnal közösen, mid-actként. A turné egyben a Therion karrierjének legnagyobb turnéja is volt.   
Júniusban a zenekar szerződést kötött a japán Rubicon Music kiadóval három kiadványra Japánban.  
2019 január-márciusában a zenekar egy nagy európai headliner turnét tartott, 2019 decemberében pedig megjelent a „The Legacy of Atlantis” című dalhoz készült videó,  melyet 100%-ban a rajongók finanszíroztak és az első 4 hónapban közel 1 millió megtekintést ért el. 
2020. április 25-én az Imperial Age 180 perces online koncertet közvetített a lezárt Moszkvából, és úttörő sikert ért el: 38 000 ember közvetítette az élő koncertet mind a 7 kontinensről, beleértve az Antarktiszt is. A zenekar 11 470 dollár adományt kapott a koncert alatt, az azt követő DVD pedig további 20 000 dollárt hozott. 
A 2021 július-augusztusi "crowdfunding" kampány során a zenekar 65.000 dollárt kapott a rajongóktól, hogy felvegyék az új albumot New World címmel. A megjelenés dátumát 2022. augusztus 5-re tűzték ki.
2021. december 26-án a teljes New World albumot élőben játszották le a „Live New World” online show keretében, kamarazenekarral és kórussal. Ezt a koncertet világszerte online nézték, és a rajongók 21 000 dollár adományt kaptak érte.
2022. február 24-én, az orosz-ukrán háború kitörését követően a zenekar háborúellenes nyilatkozatot tett közzé. 2022. március 7-én bejelentették, hogy négy tag Törökországba költözött.
2022. március 18-án jelent meg a „The Way is the Aim” - az első kislemez és klip az „New World” albumról, majd a „Legend of the Free” és a „The Wheel”.
2022. július 10-én bejelentették, hogy Max Talion és Paul „Vredes” Maryashin elhagyta a zenekart.
2022 augusztusában az európai turnéra Manuele Di Ascenzo (Olaszország) és Jens Hendriks (Hollandia) váltotta őket.
2022. augusztus 27-én jelent meg az „New World” című album, amely pozitív kritikákat kapott az európai és amerikai médiában.
2022 szeptemberében az Imperial Age 21 koncertet adott Hollandiában, Belgiumban, Franciaországban, Németországban, Spanyolországban, Portugáliában, Olaszországban és Svájcban a „Live New World” turné keretében, a New World album támogatására. A turné után bejelentették, hogy Manuele Di Ascenzo állandó tagja lett a zenekarnak.
December 16-án jelent meg a YouTube-on a „The Wheel” című hivatalos klip. Január 18-án megjelent a YouTube-on a „Windborn” című hivatalos klip.
2023 januárjában végre megtörtént a brit turné - amelyet a Covid-járvány és az ukrajnai orosz invázió miatt 2020 óta halogattak -, és az Imperial Age 2019 óta először lépett fel Glasgow-ban, Newcastle-ben, Manchesterben, Birminghamben és Londonban. A gitárt Ryan Thomson (UK) kezelte. Mivel Belfnek gondjai voltak az Egyesült Királyságbeli vízumával, és nem tudott csatlakozni a turnéhoz, őt Tim Schaling (Hollandia) helyettesítette basszusgitáron.
A „Shackles of Gold” - az ötödik klip az „New World” albumról - 2023. február 23-án jelent meg.
2023. április 17-én Jane és Aor Londonban szállt partra, és az Egyesült Királyság lakosai lettek. Ezt követően Northamptonshire-ben telepedtek le. A költözésük megünneplésére augusztus 16-ra egy online élő közvetítéssel egybekötött akusztikus koncertet jelentettek be Londonban, amelyre a fizikai jegyek egy héten belül elfogytak.
Július 6-án a zenekar bejelentette a 2023-as Lost Worlds Unleashed Tourt, amely Németországot, Franciaországot, Svájcot, Hollandiát és az Egyesült Királyságot érinti.
2023. december 23-án Anna és Belf is elhagyta a zenekart, és a megmaradt tagok úgy döntöttek, hogy csak két énekessel folytatják.

## Diszkográfia
Albumok
- Turn the Sun Off! (2012)
- The Legacy Of Atlantis (2018)
- New World (2022)

Kislemezek
- Warrior Race (EP, 2016)

Solo megjelenések
- Demons Are a Girl's Best Friend (single, 2021) - Powerwolf dalának feldolgozása
- The Way is the Aim (single, 2022)
- Legend of the Free (single, 2022)
- Songs Of Power (2022)

Élőben
- Live in Wroclaw (2019)
- Live on Earth: The Online Lockdown Concert (DVD & Double CD, 2020)
- Live New World (2022)

## A zenekar tagjai
Jelenlegi tagok
- Alexander "Aor" Osipov – tenor ének (2012-től napjainkig)
- Jane "Corn" Odintsova – mezzoszoprán ének, billentyűs hangszerek (2012-től napjainkig)
- Manuele Di Ascenzo – dob, ütőhangszerek (2022-től napjainkig)
- Daniel Carpenter – szólógitár (2024-től napjainkig)
- Jonathan Hawkins – ritmusgitár (2024-től napjainkig)
- Dan "Beardy" Quiney  - basszusgitár (2024-től napjainkig)

Korábbi turné tagok
- Tim Schaling – basszusgitár (2023)
- Ryan Thomson – gitár (2023)
- Jens Hendriks – gitár (2022)
- Kublai Kapsalis - gitár (2022-2023)

Korábbi tagok
- Max Talion – dob, ütőhangszerek (2017-2022)
- Paul "Vredes" Maryashin – szólógitárok (2017-2022)
- Anna "Kiara" Moiseeva – szoprán ének (2016-2023)
- Dmitry "Belf" Safronov – szólógitárok (2012-2013), basszusgitár, unclean ének (2017-2023)
- Alexandra Sidorova – szoprán ének (2014-2016)
- Igor "Kiv" Korolev – ritmusgitárok (2014-2015)
- Dmitry Pyshechkin - basszusgitár (2012-2015)
- Dmitry Kovalev - dob, ütőhangszerek (2013-2015)
- Sergey Mordashov - szólógitárok (2013-2014)
- Alexandr Strelnikov - szólógitárok (2014-2017)
- Maxim Novikov - ritmusgitárok (2015-2017)

### Idővonal
Unable to compile EasyTimeline input:

Timeline generation failed: 3 errors found

Line 17: BarData =  *Source: https://www.imperial-age.com/band/ Archiválva 2021. September 17-i dátummal a Wayback Machine-ben

- Invalid attribute '}}' ignored.

```
 Specify attributes as 'name:value' pair(s).

```

Line 17: BarData =  *Source: https://www.imperial-age.com/band/ Archiválva 2021. September 17-i dátummal a Wayback Machine-ben

- Invalid statement. Multiple '=' found.

Line 18:  bar:Osipov text:"Alexander Osipov"

- New command expected instead of data line (= line starting with spaces). Data line(s) ignored.

```
 

```

## Fordítás
Ez a szócikk részben vagy egészben  az   Imperial Age (band) című angol Wikipédia-szócikk ezen változatának fordításán alapul.  Az eredeti cikk szerkesztőit annak laptörténete sorolja fel. Ez a jelzés csupán a megfogalmazás eredetét és a szerzői jogokat jelzi, nem szolgál a cikkben szereplő információk forrásmegjelöléseként.